# Warren Samuel Fisher
Warren Samuel Fisher (East Falls Church, 4 april 1878 – Fairfax, 2 juni 1971) was een Amerikaans entomoloog.
Warren Samuel Fisher werd geboren in 1878. Hij was als entomoloog in dienst van het National Museum of Natural History in Washington en was gespecialiseerd in kevers (Coleoptera) en in het bijzonder de Prachtkevers (Buprestidae) en Boktorren (Cerambycidae). Hij benoemde vele nieuwe soorten. 

## Enkele publicaties
- New beetles of the family Eucnemididae from Central America and the West Indies, 1948
- The leaf and twig mining buprestid beetles of Mexico and Central America, 1922
- A revision of the North American species of buprestid beetles belonging to the genus Agrilus, 1928
- A revision of the North American species of buprestid beetles belonging to the tribe chrysobothrini, 1942 online

- Gemeinsame Normdatei: 1055294546
- International Standard Name Identifier: 0000 0000 7254 3224
- Nationale Bibliotheek van Tsjechië: mzk20201093544
- Nederlandse Thesaurus van Auteursnamen: 115670335
- Virtual International Authority File: 45328516